# 맨섬

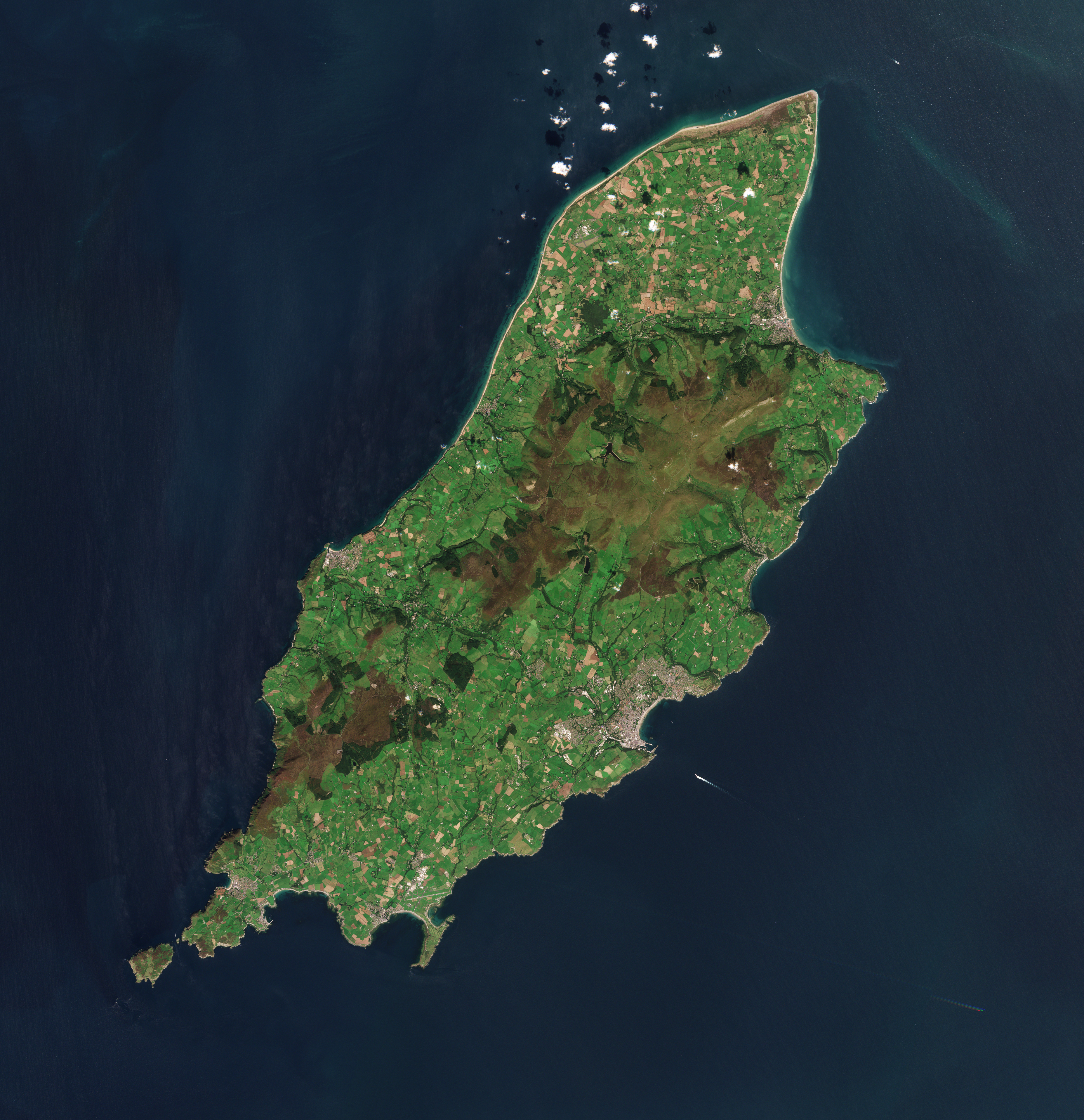

맨섬(영어: Isle of Man, 맨어: Ellan Vannin [ˈɛlʲən ˈvanɪn](앨런 바닌))은 아일랜드해에 있는 브리튼 제도에 속하는 영국 왕실령섬이며 위치는 그레이트브리튼섬과 아일랜드섬의 사이에 있다. 국가 원수는 찰스 3세이며, 주총독(Lieutenant Governer)이 대신 정치에 관여한다. 맨섬은 영국에 포함되지는 않지만, 국제 관계와 국가 방위는 영국이 책임지고 있다. 맨섬의 국내 정치에 영국이 보통은 관여하지 않지만, 이 섬의 정치는 궁극적으로는 영국의 군주(실질적으로는 영국 정부)가 책임을 진다.
기원전 6,500년 전부터 사람이 거주했다. 기원 후 5세기에 고이델족의 영향을 받기 시작했고, 고이델어의 한 갈래인 맨어가 서서히 등장하기 시작했다. 9세기에 노르만족이 거주하기 시작했다. 노르만의 지배하에 고이델 문화와 노르만 문화가 융합된 새로운 문화가 발전했다. 1266년에 맨섬은 스코틀랜드 왕국에 합병되었다. 이후, 잉글랜드 왕국과 스코틀랜드 왕국 사이에서 통치자가 변경되다가 1399년, 영국 군주 하의 봉건지배를 받게 되었다. 지배권은 1765년에 다시 영국 군주에게 돌아갔으나, 영국의 일부분이 되지는 않고 내부자치권 역시 그대로 유지하게 되었다.
수도는 더글러스이며 맨어와 영어가 공용어이다.

## 국명
맨섬의 영어 명칭은 '아일 오브 맨' (Isle of Man)이며, 줄여 쓸 때는 'Mann' 혹은 'Man'으로 쓴다. 현지어인 맨어로는 '엘란 바닌'(Ellan Vannin)이라고 부른다. '엘란' ([ɛlʲan])은 맨어로 '섬'을 뜻하고, '바닌' ([vanɪnʲ])은 원래 '마닌' ([manɪnʲ])의 속격으로 자음변화가 일어난 말인데, 마닌은 곧 지역명인 '맨'을 뜻한다. 즉 '엘란 바닌'은 '맨섬'이라는 뜻이 된다. 맨섬이란 지명을 맨어로 옮긴 가장 오래된 표기에는 '마누' (Manu), '마나' (Mana) 등으로 적고 있다.
고대 아일랜드어로는 '마나우' (Manau), '마노' (Mano)라고 불렀다. 고대 웨일스어에서는 '마나우' (Manaw)라 적었는데, 옛날 브리튼섬 북부 포스만 남쪽지방을 '마노우 고도딘' (Manaw Gododdin)이라 일컫기도 했다. 현재까지 알려진 가장 오래된 표기는 '모나' (Mona)로, 기원전 54년 카이사르 재위시기 라틴어 문헌에서 밝혀진 표기다. 1세기경 대플리니우스의 문헌에서는 '모나피아' (Monapia), '모나비아' (Monabia)라 적었으며, 2세기 프톨레마이오스는 '모노이에다'(고대 그리스어: Mοναοιδα), '모나리다'(고대 그리스어: Mοναρινα)라고 표기했다. 후대 라틴어 문헌의 경우 416년 오로시우스의 문헌에서는 '메바니아' (Mevania), '마이바니아'(Mænavia라 표기했고, 아일랜드 문헌에서는 '에우보니아' (Eubonia), '에우모니아' (Eumonia) 등으로 표기했다. 아이슬란드 사가에서는 '묜'(Mön)이란 지명으로 등장한다.
어원의 경우, 웨일스어로 앵글시섬을 일컫는 말인 '어니스 몬' (Ynys Môn)과 같은 어원을 가지고 있을 가능성도 존재한다. 정확히는 켈트어로 '산'을 일컫는 단어에서 유래했다는 설인데, 실제로 이 산을 두고 웨일스어로는 '머니드' (mynydd)로, 브르통어로는 '메네즈' (Menez)로, 스코틀랜드 게일어로는 '모나드' (monadh)라 부르며, 세 단어 모두 켈트조어인 '모니요스' (*moniyos)에서 유래했다.

## 역사
신석기시대부터의 유적이 많으며, 9세기에 바이킹의 침입을 받아 현재까지도 지명이나 의회제도에 스칸디나비아의 영향이 남아 있다.
1266년에 종주권이 노르웨이로부터 스코틀랜드에 매각되었고, 에드워드 3세 이후부터 잉글랜드에 속하여 솔즈버리 백작, 스탠리 가, 아소르 공이 차례로 통치하였다.
1765년부터 왕실 부속지에 편입되었으나 정치적으로는 영국으로부터 독립하여 독자적인 법률, 의회를 가지며, 켈트계 맨어도 의식에서 사용한다.

## 지리

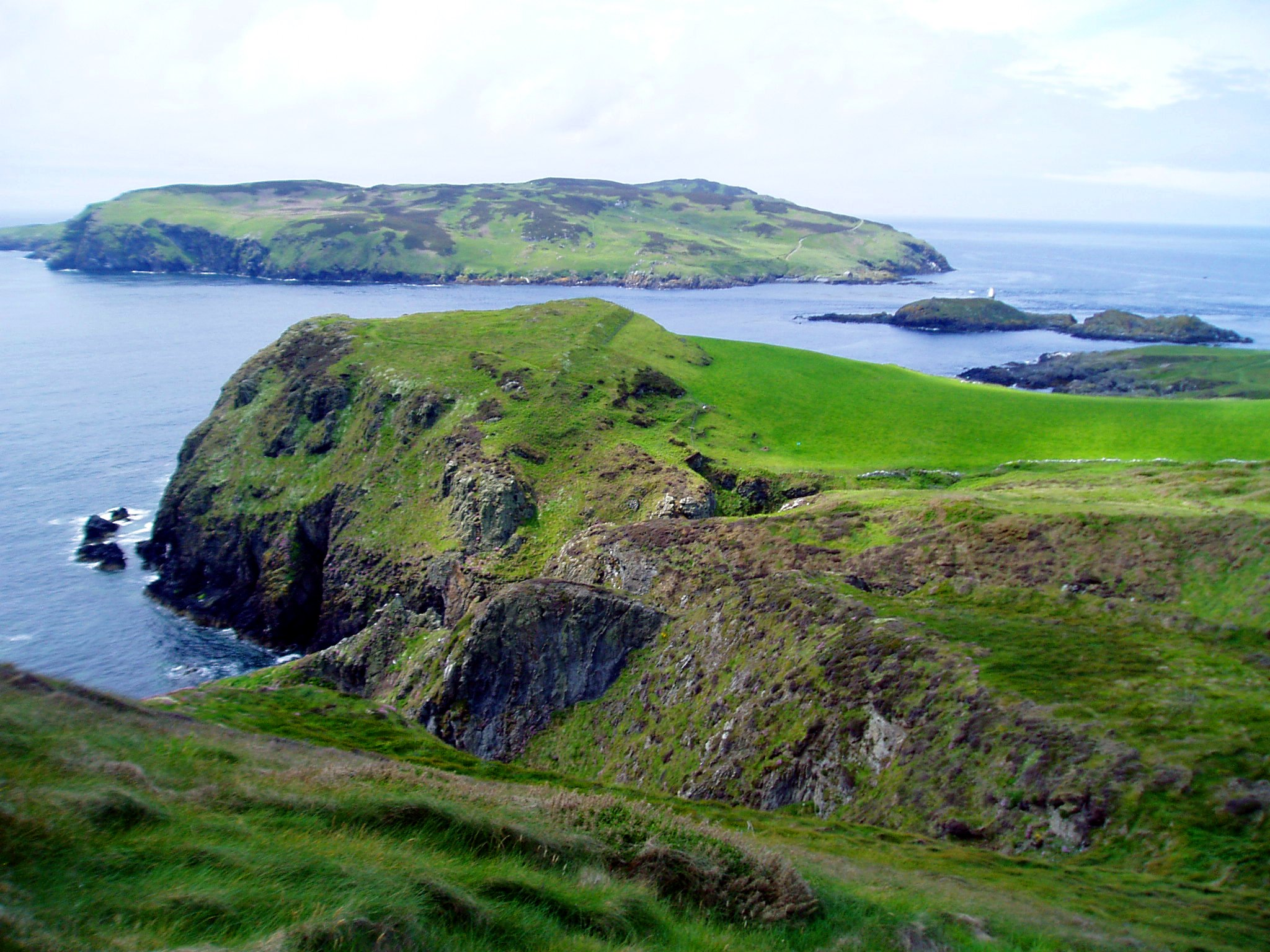
크레그니시 마을에서 바라본 카프오브맨섬

맨섬은 유럽 북서부 그레이트브리튼섬과 아일랜드섬 사이, 아이리시해 북부 중앙에 위치한 섬이다. 동쪽으로는 잉글랜드, 서쪽으로는 북아일랜드, 북쪽으로는 스코틀랜드와 비슷한 거리에 떨어져 있는데 가깝기로는 스코틀랜드와 가장 가깝다. 남쪽 웨일스와의 거리는 남서쪽의 아일랜드 공화국과의 거리와 비슷할 정도로 멀다. 섬의 길이는 52km, 너비는 최대 22km이며 총면적은 572km2이다. 본 섬 외에도 인근의 작은 섬들이 몇몇 분포해 있는데 카프오브맨섬, 치킨락섬, 세인트패트릭아일섬, 세인트마이클섬 등이 있다. 이 중 카프오브맨섬에는 계절에 따라 사람이 거주하는 유인섬이고 치킨락섬에는 무인 등대가 들어서 있다. 세인트패트릭섬과 세인트마이클섬은 둑길과 도로를 지어 본 섬과 연결되도록 해놨다.
섬 대부분은 남북으로 언덕 능선이 이어지며, 중앙에 계곡이 나 있어 한차례 끊어지는 지형을 이루고 있다. 다만 섬 북부에는 평원지대가 있어 비교적 평탄한 편이며, 먼 옛날 스코틀랜드 서부에서 내려온 빙하로 인한 퇴적물 지형이 다수 발견된다. 또 섬 최북단인 아이어곶에는 비교적 최근에 형성된 자갈해안이 있다. 섬의 유일한 산으로 스내펠산이 있으며 해발 620m에 달한다. 이 스내펠산 정상에 올라서면 맨섬, 스코틀랜드, 잉글랜드, 아일랜드, 웨일스, 천국까지 총 여섯 개의 왕국을 두루 바라볼 수 있다는 말이 예로부터 전해져 내려온다. 구전에 따라서 바다나 해왕성 등의 일곱번째 왕국까지 볼 수 있다고도 한다.

## 정치
맨섬의 의회인 틴월드는 세계에서 지속적으로 존재해 온 가장 오래된 입법부이다. 오늘날 이 영토들은 그들 자체의 입법 의회와 사법 제도와 자체의 과세 제도를 보유하고 있다. 영국 정부는 이 영토들의 국제 관계와 방위만을 책임지고 있다.
영국은 유럽 연합의 28 개 회원국들 중 하나이지만 해협 제도와 맨섬은 그들 자체로는 EU 회원국도 아니고 영국의 회원국도 아니다. 광범위하게 말하면 상품의 자유로운 이동에 관한 EU의 명령과 EU의 공동 농업 정책은 해협 제도에도 적용이 되지만 서비스나 개인의 자유로운 이동에 관한 명령은 적용되지 않는다. 해협 제도의 주민들은 그들이 영국과 긴밀한 관계가 있는 경우에만 개인의 자유로운 이동에 관한 규정이 주는 혜택을 입을 수 있다.
국내 정치의 경우, 맨섬의 정치인들은 총선 출마 시 기존 정당의 후보가 아닌 무소속으로 출마하는 경우가 대부분이다. 지역의회도 거의 모든 의원이 무소속이다. 맨섬에도 각 주요 정당 지부가 설치되어 있기는 하나 그 영향력은 본토만큼 크지 않다.
맨섬에 지부를 설립한 정당은 총 세 가지다.
- 자유 바닌당 (Liberal Vannin Party) - 2006년 창당된 정당으로, 유일하게 틴월드 하원에 의석을 확보한 정당이기도 하다. 맨섬의 자치권 확대와 영국 정부의 책임 확대를 의제로 삼으며 활동하고 있다.
- 맨 노동당 (Manx Labour Party) - 가장 오래된 정당으로 20세기에는 여러 의원을 배출하기도 하였으나, 현재는 틴월드 내에 의석수를 확보하고 있지 못하고 있다.
- 맨섬 녹색당 (Isle of Man Green Party) - 2016년 창당된 정당이지만 선거에 출마하지 않고 지역정부 내 대표로만 활동하고 있다.[12]

이밖에도 여러 정치 시민단체가 활동하고 있다. 멕 반닌은 맨섬의 주권독립 및 공화제 도입을 추구하는 대표적인 압력단체다. 포지티브 액션 그룹 (Positive Action Group)은 맨섬 행정부를 대상으로 열린 책임정부, 공공재정의 엄격한 관리, 공정사회라는 세가지 핵심목표를 달성하기 위해 활동하는 정치운동단체다.

## 인구와 주민
맨섬 토착민과 영국인이 거주한다. 맨섬 사람들은 스스로 그들의 법을 집행하며, 이 섬의 국제적인 관리는 영국이 맡고 있다. 맨섬의 조세 법률은 많은 산업체를 유치하고 있다.
2016년 영국 인구총조사 기준으로 맨섬의 총인구는 83,314명이며, 이 중 맨섬의 수도인 더글라스에 거주하는 사람은 26,997명, 인근 마을인 온션에 거주하는 사람은 9,128명으로 조사됐다. 인구 등락의 경우 지난 2011년과 비교했을 때 1.4% 감소하였다. 출신지의 경우 맨섬 토착민이 49.8%으로 절반을 차지했고, 영국 본토 출신이 40% (잉글랜드 33.9%, 스코틀랜드 3$, 북아일랜드 2%, 웨일스 1.1%)를 차지, 채널제도 출신이 0.75%를 차지했다. 기타 국가 출신 8.5% 중에서 유럽연합 회원국 출신은 5%에 달했다.
공용어는 맨어와 영어이다. 현지어 맨어는 한때 마지막 사용자가 1974년에 죽으면서 사장될 위기에 처해졌지만, 현지 주민 27명을 중심으로 다시 살려내 영어와 함께 통용 중이다.
종교의 경우, 거의 대부분 주민이 기독교를 믿는다.

## 기후
| Isle of Man (Ronaldsway)의 기후 | Isle of Man (Ronaldsway)의 기후 | Isle of Man (Ronaldsway)의 기후 | Isle of Man (Ronaldsway)의 기후 | Isle of Man (Ronaldsway)의 기후 | Isle of Man (Ronaldsway)의 기후 | Isle of Man (Ronaldsway)의 기후 | Isle of Man (Ronaldsway)의 기후 | Isle of Man (Ronaldsway)의 기후 | Isle of Man (Ronaldsway)의 기후 | Isle of Man (Ronaldsway)의 기후 | Isle of Man (Ronaldsway)의 기후 | Isle of Man (Ronaldsway)의 기후 | Isle of Man (Ronaldsway)의 기후 |
| 월                              | 1월                             | 2월                             | 3월                             | 4월                             | 5월                             | 6월                             | 7월                             | 8월                             | 9월                             | 10월                            | 11월                            | 12월                            | 연간                            |
| ------------------------------- | ------------------------------- | ------------------------------- | ------------------------------- | ------------------------------- | ------------------------------- | ------------------------------- | ------------------------------- | ------------------------------- | ------------------------------- | ------------------------------- | ------------------------------- | ------------------------------- | ------------------------------- |
| 역대 최고 기온 °C (°F)          | 13.3 (55.9)                     | 13.2 (55.8)                     | 17.1 (62.8)                     | 20.0 (68.0)                     | 24.0 (75.2)                     | 27.5 (81.5)                     | 28.9 (84.0)                     | 27.8 (82.0)                     | 26.5 (79.7)                     | 22.7 (72.9)                     | 16.3 (61.3)                     | 15.0 (59.0)                     | 29.0 (84.2)                     |
| 일평균 최고 기온 °C (°F)        | 8.2 (46.8)                      | 7.9 (46.2)                      | 9.2 (48.6)                      | 11.1 (52.0)                     | 14.1 (57.4)                     | 16.3 (61.3)                     | 18.1 (64.6)                     | 18.1 (64.6)                     | 16.3 (61.3)                     | 13.6 (56.5)                     | 10.9 (51.6)                     | 8.9 (48.0)                      | 12.8 (55.0)                     |
| 일평균 최저 기온 °C (°F)        | 3.9 (39.0)                      | 3.4 (38.1)                      | 4.4 (39.9)                      | 5.4 (41.7)                      | 7.7 (45.9)                      | 10.2 (50.4)                     | 12.2 (54.0)                     | 12.4 (54.3)                     | 11.1 (52.0)                     | 8.9 (48.0)                      | 6.3 (43.3)                      | 4.5 (40.1)                      | 7.6 (45.7)                      |
| 역대 최저 기온 °C (°F)          | −7.8 (18.0)                     | −5.8 (21.6)                     | −6.0 (21.2)                     | −3.4 (25.9)                     | −0.8 (30.6)                     | 1.4 (34.5)                      | 5.3 (41.5)                      | 4.9 (40.8)                      | 1.0 (33.8)                      | −1.5 (29.3)                     | −4.0 (24.8)                     | −7.0 (19.4)                     | −7.8 (18.0)                     |
| 평균 강수량 mm (인치)           | 82.6 (3.25)                     | 57.5 (2.26)                     | 65.5 (2.58)                     | 55.7 (2.19)                     | 50.9 (2.00)                     | 58.1 (2.29)                     | 56.2 (2.21)                     | 65.3 (2.57)                     | 75.3 (2.96)                     | 102.5 (4.04)                    | 103.1 (4.06)                    | 91.8 (3.61)                     | 864.4 (34.03)                   |
| 평균 강우일수 (≥ 1.0 mm)        | 14.0                            | 10.6                            | 11.8                            | 9.9                             | 9.7                             | 9.8                             | 9.0                             | 10.8                            | 11.1                            | 14.1                            | 15.2                            | 13.9                            | 140.1                           |
| 평균 월간 일조시간              | 54.1                            | 77.9                            | 115.9                           | 171.2                           | 227.6                           | 203.4                           | 197.4                           | 184.9                           | 138.9                           | 103.6                           | 63.5                            | 46.0                            | 1,584.6                         |
| 출처 1: Met Office              |                                 |                                 |                                 |                                 |                                 |                                 |                                 |                                 |                                 |                                 |                                 |                                 |                                 |
| 출처 2: Météo Climat            |                                 |                                 |                                 |                                 |                                 |                                 |                                 |                                 |                                 |                                 |                                 |                                 |                                 |

## 경제

### 교통
중심도시 더글러스(Douglas)에는 리버풀과 히셤(Heysham)으로부터 연락선(Ferryboat)이 있다.

## 문화

### 축제
매년 6월에 국제적으로 유명한 모터사이클 경주 '투어리스트 트로피 레이스(Isle of Man TT)'가 개최된다.